# 杜布基 (薩爾內區)
51°21′57″N 26°34′33″E / 51.36583°N 26.57583°E
杜布基（烏克蘭語：Дубки），是烏克蘭的村落，位於該國西北部羅夫諾州，由薩爾內區負責管轄，始建於1720年，面積0.73平方公里，海拔高度152米，2001年人口473，人口密度每平方公里648人。